# Nature Boy
"Nature Boy" là bài hát được thu âm lần đầu tiên bởi ca sĩ nhạc jazz người Mỹ Nat King Cole. Nó đã trở thành bản nhạc nổi tiếng tiêu chuẩn cho dòng nhạc pop và jazz, với nhiều nghệ sĩ hát lại, trong đó có Tony Bennett và Lady Gaga, thu âm cho album nhạc jazz của họ, Cheek to Cheek (2014).